# بخش مرکزی شهرستان میناب
بخش مرکزی، یکی از بخش‌های شهرستان میناب در استان هرمزگان ایران است. مرکز این بخش، شهر میناب است.

## تقسیمات کشوری
- بخش مرکزی شهرستان میناب
  - دهستان حومه
  - دهستان گوربند

شهرها: میناب و تیرور

## جمعیت
بر پایه سرشماری مرکز آمار ایران در سال ۱۳۹۵، جمعیت بخش مرکزی شهرستان میناب برابر با ۱۲۱٬۵۶۵ نفر بوده‌است.